# Umbertos Clam House
Umberto's Clam House es un restaurante italiano de mariscos situado en el 132 de Mulberry Street en Little Italy, Manhattan, Nueva York. Umberto's se hizo conocido por sus "sabrosos platos de calamares, scungilli y mejillones", pero inicialmente se hizo famoso, semanas después de su apertura, por ser el lugar del asesinato del gánster Joe Gallo. El restaurante fue fundado y es propiedad de miembros de la familia Ianniello.

## Historia
El restaurante, fundado por Umberto Ianniello, abrió sus puertas en 1972 en el número 129 de Mulberry Street, en la esquina noroeste de las calles Mulberry y Hester. Era a la vez el lugar de reunión del reputado líder de la Mafia Matthew ("Matty el Caballo") Ianniello y (según el juez Edward Weinfeld del Tribunal Federal de Distrito de Manhattan) propiedad secreta de Matthew.
El 7 de abril de 1972, dos meses después de su apertura, el gánster neoyorquino Joe Gallo fue asesinado a tiros en el restaurante, un asesinato que The New York Times calificó como "uno de los asesinatos mafiosos más sensacionales de la historia reciente de Nueva York". Su grupo de familiares y amigos (incluida su hija, esposa, y guardaespaldas) había parado a tomar un tentempié a primera hora de la mañana tras celebrar su 43 cumpleaños en el Copacabana. Un gángster rival lo descubrió y envió sicarios poco después de que Gallo se sentara en una mesa de bloque de carnicero en una esquina trasera. Tras recibir cinco disparos, Gallo salió a la calle y murió.
Matthew estaba en la caja registradora esa noche, pero huyó a la cocina y se perdió todo el ataque; más tarde afirmó no tener conocimiento previo del ataque y no fue acusado al respecto. Según informó The Nevada Daily Mail: "el propietario se zambulló en la cocina y se tumbó en el suelo de baldosas con las manos sobre los ojos en cuanto Sonny Pinto y dos sicarios de fuera de la ciudad conocidos sólo como Cisco y Benny entraron por la puerta lateral disparando. Lo siguiente que supo fue que Pete "El Griego" Diopoulis, un guardaespaldas de Gallo, le estaba apuntando a la cara con una pistola y apretando el gatillo, pero sólo salieron chasquidos porque se había vaciado intentando salvar a Joey."
En 1986, Matthew Ianniello fue condenado a seis años de prisión por un cargo de crimen organizado relacionado con el robo de más de dos millones de dólares de bares y restaurantes (entre ellos Umberto's Clam House, el Peppermint Lounge y un bar de topless llamado Mardi Gras, todos ellos en Manhattan), propiedad secreta de Matthew; su socio Benjamin Cohen, de North Hills, Long Island; y siete socios.
Entre 1986 y 1994, el gobierno federal supervisó las operaciones financieras y el funcionamiento diario del restaurante, después de que las pruebas del juicio les llevaran a creer que se estaba sustrayendo dinero. En 1994, con el restaurante sufriendo cada vez más pérdidas, el control del establecimiento pasó a manos del actual propietario, el hermano menor de Matthew, Robert Ianniello, que figura como propietario principal del restaurante.
En noviembre de 1996, el restaurante cerró por falta de fondos y se vendió el edificio. Umberto's reabrió en mayo de 2000, en el 178 de Mulberry Street (esquina con Broome Street), dos manzanas al norte del local original. En 2010, Umberto's se trasladó a su ubicación actual, solo unos pocos puntos al norte del lugar original. En la actualidad, el Ristorante Da Gennaro ocupa la ubicación original de Umberto's Clam House.

## En la cultura popular
El asesinato mafioso y el local fueron recordados en la cobertura mediática de la muerte del actor Jerry Orbach, que se hizo amigo de "Crazy Joe" Gallo tras interpretar a un personaje que seguía su modelo en la película, The Gang That Couldn't Shoot Straight] (1971), basada en una novela de Jimmy Breslin.
La canción "Joey" de Bob Dylan de su álbum de 1976 Desire hace referencia a Umberto's y al incidente Gallo. La canción es una epopeya vagamente basada en la vida de Gallo, y contiene la letra "One day they blew him down/In a clam bar in New York". 
Desde enero de 2005, la guía de restaurantes Zagat Survey señala: "los clientes de Umberto's suelen ser turistas 'que esperan la llegada del reparto de Los Soprano.'"
Umberto's apareció en la película de Martin Scorsese The Irishman (2019), donde se dramatizó el golpe de Gallo.
La ubicación original del 129 de Mulberry Street puede verse la película de 1984 Cazafantasmas, durante el montaje.